# Professor Layton und die ewige Diva
Professor Layton und die ewige Diva (jap. レイトン教授と永遠の歌姫, Reiton-kyōju to Eien no Utahime) ist ein Kinofilm zur Professor-Layton-Videospielreihe des Spieleentwicklers Level-5. Die Handlung des von den Studios P.A. Works und OLM Team Kamei animierten Animefilms ist zwischen dem vierten und fünften Teil der Reihe einzuordnen.
In Deutschland wurde der Film am 22. Oktober 2010 direkt auf DVD und Blu-ray veröffentlicht und am 20. November 2010 auf Super RTL ausgestrahlt. Offiziell gab es keinen deutschen Kinostart, dennoch wurde der Film am 14. November 2010 in einigen ausgewählten CinemaxX-Kinos im Rahmen der Eventreihe KlexXi Sause gezeigt.

## Handlung
Professor Layton und sein Lehrling Luke Triton befinden sich im Inneren des Uhrturmes am Palace of Westminster und müssen ein Rätsel lösen, um aus dem Turm zu entkommen. Anschließend können sie ihren aktuellen Fall lösen und verkünden, wer die weltberühmte Glocke des Turmes gestohlen hat. Der Täter entpuppt sich als Don Paolo, einem Widersacher Laytons, welcher in einer selbst gebauten Flugmaschine die Flucht antritt. Wieder zurück im Büro des Professors erinnern sich Luke und der Professor, als sie eine Schallplatte auflegen, an einen Fall, den sie vor etwa drei Jahren zusammen erlebten. 
Damals erhielt Professor Layton von seiner ehemaligen Studentin Janice Quatlane einen Brief, in dem Janice von ihrer Freundin Melina Whistler erzählt, die vor einem Jahr gestorben, jetzt jedoch als siebenjähriges Kind wieder aufgetaucht ist. Das Mädchen sagt, dass es „ewige Jugend und Unsterblichkeit“ erlangt habe. Zusammen mit dem Brief erreichen den Professor Tickets für die Oper, in der Janice spielt. Um dieses Rätsel zu lösen und Janice zu helfen, machen sich Layton, Luke und die Assistentin des Professors, Emmy Altava, auf in das Crown Petone Theater, einem an einer Küste auf Wasser gebauten Opernhaus, in dem die Oper gespielt wird. 
Die neueste Oper des Komponisten Oswald Whistler, dem Vater von Melina, handelt von einer alten Legende des alten Königreiches Ambrosia, dessen Bewohner die Unsterblichkeit erlangt haben, da sie in großer Trauer um ihre tote Königin niemals sterben wollten, bis diese wieder zum Leben erwacht.
Nach der Vorstellung, die nur mäßigen Beifall erntet, erscheint ein mysteriöser, maskierter Mann auf der Bühne, der verkündet, dass nun ein Spiel beginnen wird, dessen Gewinner das ewige Leben erlangt. Dieses Spiel ist auch der Grund, aus dem die meisten Besucher in die Oper gekommen sind. Luke und der Professor wussten als Einzige nichts von diesem Spiel. Im Saal bricht Panik aus, als der Unbekannte verkündet, dass alle, die verlieren werden, auch ihr Leben verlieren. Beim Versuch zu fliehen stürzen mehrere Menschen durch Falltüren in die Tiefe. Als Inspektor Grosky, der sich zufällig im Saal befand, den maskierten Unbekannten verhaften will, entpuppt sich dieser als Marionette und schleudert den Kommissar durch die sich öffnende Decke des Theatersaals ins Meer. 
Das Theater verwandelt sich derweil in ein riesiges Schiff und schippert aufs Meer hinaus. Layton und alle anderen sind gefangen und müssen an dem Spiel teilnehmen. Die Zuschauer verdächtigen Whistler, etwas mit der Sache zu tun zu haben. Er sagt, er habe die Oper nur auf Bitte eines Unbekannten geschrieben. Layton und Luke treffen inzwischen auf Janice, die ihnen erzählt, dass das Mädchen, von dem sie erzählt hatte, verschwunden sei. Das Mädchen stößt währenddessen Grosky von Bord, um ihn daran zu hindern, alles zu ruinieren. Zur gleichen Zeit meldet sich die Stimme wieder und stellt das erste Rätsel. Die Leute sollten sich unter dem Ältesten, was sie sehen, versammeln. Layton erkennt, dass es die Sterne am Himmel sind. Er, Luke, Janice und ungefähr 20 weitere Personen bleiben im Zuschauerraum. Der Rest der Menschen verschwindet durch Falltüren. Im zweiten Rätsel sollen sich die Menschen unter der größten Krone, die sie auf dem Schiff finden, versammeln.
Da das Schiff selbst die Form einer Krone hat, lassen sich Layton, Luke, Janice, Whistler und sechs weitere Menschen in zwei Rettungsbooten ab. Darunter eine erfolgreiche Krimiautorin, ein ehemaliger Fußballer, eine reiche Witwe, ein Amateur-Historiker, Amelia Ruth (eine Schülerin und britische Schachmeisterin) und Melina. Das Schiff explodiert kurz darauf und die einfachen Rettungsboote verwandeln sich in Motorboote, die von allein einen Kurs ansteuern. Während der Bootsfahrt spricht Layton Oswald Whistler auf Melina an. Whistler sagt, dass das kleine Mädchen nur den gleichen Vornamen hätte und seine Adoptivtochter sei. Janice entschuldigt sich bei Layton, will aber trotzdem herausfinden, was es mit der ganzen Sache auf sich hat.
Zur gleichen Zeit will Emmy in London das Verschwinden eines kleinen Mädchens namens Nina aufklären. Als sie zufällig bei Dr. Schrader ist, hört sie in den Nachrichten über das Verschwinden des Theaters und das Auftauchen aller verschwundenen Zuschauer in einem Rettungs-U-Boot. Mit einem Doppeldecker-Flugzeug macht sie sich auf die Suche nach Layton und Luke und rettet dabei Grosky aus dem Meer. Dieser erzählt ihr, was passiert ist, und dass es ein zweites Rettungs-U-Boot gab. Sofort machen sie sich auf in die Richtung, die es eingeschlagen hat.
Layton und die Anderen stranden unterdessen auf einer einsamen Insel mit seltsamen Türmen, die aus der Umgebung aus dem Meer hinausragen. Marco Brock, der Amateur-Historiker, erkennt das Wappen des Königreichs Ambrosia. Während sich die Menschen ausruhen und das bereitgestellte Essen verzehren, will Luke mit Melina sprechen. Diese reagiert zurückweisend und summt eine Melodie, die ihr das Meer beigebracht haben soll. Bevor Luke Layton darauf ansprechen kann, greifen Wölfe an. Auf ihrer Flucht erreichen sie einen Fluss, hinter dem sich eine eigenartige Burg befindet. Das dritte Rätsel besteht darin, den Wölfen zu entkommen und die Burg wohlbehalten zu erreichen. Layton, Luke und Janice können sich in einem Käfig selbst einsperren und auch vier weitere Personen so retten. Whistler und die restlichen drei Personen werden gefangen genommen.
Auf ihrer Flucht vor den Wölfen verstecken sich Layton, Luke und Janice in einem Geräteschuppen. Mit den Dingen, die sie dort finden, bauen sie einen Mini-Hubschrauber, mit dem sie es schaffen, den Wölfen zu entkommen und die Burg zu erreichen. Dort treffen sie auf die anderen vier Überlebenden. Während sie auf einer Terrasse stehen, ertönt das nächste Rätsel. Sie sollen eine von vier Türen auswählen, die zum Königsschlafzimmer führt. Luke erkennt die richtige Tür und geht mit Janice, Amelia und Marco davon. Layton lässt sie alleine, um etwas zu prüfen, wird aber von Starbuck und Raidley, dem Fußballer und der reichen Witwe, verfolgt, da sie glauben, er hätte immer recht. Beide stürzen aber bei einer Falle in die Tiefe. Layton entkommt nur knapp und findet ein Schlafzimmer, das Melina gehören muss. Der Rest findet das Königsschlafzimmer, wo plötzlich Descole, ein Erzfeind Laytons, auftaucht und Amelie verschleppen lässt. Luke und Janice werden gefangen genommen. Layton trifft unterdessen auf die kleine Melina und erkennt, dass diese eine gespaltene Persönlichkeit haben muss. Layton beruhigt sie mit einer Melodie, die auf einem Notenheft am Klavier steht, und erkennt, wer das Mädchen tatsächlich ist.
Luke und Janice können unterdessen mit Hilfe von Emmy und Grosky ihren Bewachern entkommen. Layton trifft auf die Gruppe und Emmy erkennt das Mädchen als die verschwundene Nina. Layton versteht nun die Zusammenhänge und eilt mit den anderen los, um Amelia zu retten. Diese trifft auf Descole und Whistler, der selbst für alles verantwortlich ist. Mit seinem Musikinstrument, dem Detragan, will er Amelia die Erinnerungen seiner toten Tochter Melina einpflanzen, so wie er es bei Nina eher fehlerhaft getan hat. Layton erscheint rechtzeitig und konfrontiert beide damit, dass sie nicht ewiges Leben, sondern den Tod eines Menschen damit hervorrufen. Whistler wollte lediglich seine Tochter am Leben erhalten, Descole aber wollte dieses Spiel mit den Leuten spielen. Als Whistler aus Zeitmangel Luke nehmen will, funktioniert die Maschine nicht mehr, da der Schlüssel plötzlich fehlt. Layton enttarnt Janice als Diebin, da sie nicht Janice, sondern in Wirklichkeit Melina ist.
Janice sollte einst auch zu Melina gemacht werden; die Verwandlung schlug aber fehl. Janice überließ Melina allerdings ihren Körper, damit diese überlebt und ein gesundes Leben nach ihrer langen Krankheit führen konnte. Melina bekam allerdings Schuldgefühle, da sie Janice' Leben nicht zerstören wollte. Gleichzeitig engagierte sie Professor Layton, um ihren Vater davon abzuhalten, weitere Mädchen in sie zu verwandeln. Als sie ihren Vater davon überzeugen will, dass es Zeit sei loszulassen, wird sie von Descole entführt. Dieser enthüllt seinen wahren Plan. Er hatte Whistler ausgenutzt, da er Melina braucht. Sie ist die Einzige, die das „Lied des Meeres“ auswendig kennt. Zusammen mit dem Lied der Sterne, welches auf dem Wappen Ambrosias als Noten zu sehen ist, will er das Königreich wieder „zum Leben erwecken“, um es für sich zu nutzen. Melina singt widerwillig, um ihre Freunde zu retten, während Descole spielt. Zwar gibt es ein heftiges Erdbeben, doch ansonsten passiert nichts. Layton erkennt auf dem Wappen, dass es ein drittes Lied gibt, wenn man es umdreht: das „Lied der Sonne“.
Während der erzürnte Descole mit dem zum Roboter „Detragigant“ verwandelten Detragan auf der Insel Amok läuft, können Layton und Luke mit ihrem selbst gebauten Helikopter zu ihm und Melina gelangen. Layton spielt die Lieder der Sterne und der Sonne, während Melina singt. Tatsächlich erheben sich nun Ruinen und eine zweite Insel aus dem Wasser. Ambrosia erwacht wieder. Descole will aus Zorn Layton angreifen, wobei er die Steuerung des Detragiganten zerstört. Der riesige Roboter fällt in sich zusammen. Descole stürzt ab und bleibt verschwunden. Layton, Luke und Melina können sich durch einen Sprung vom Roboter retten.
Melina eröffnet ihrem Vater, dass sie nicht weiterleben will, um Janice zu erlösen und ihr Vater endlich weiterleben kann. Whistler will das nicht und bricht in Tränen aus. Melina verabschiedet sich und Janice eigenes Ich ergreift wieder Besitz von ihrem Körper. Bestürzt sagt sie, dass Melina nicht mehr unter ihnen weilt. Bevor er verhaftet wird, bittet Whistler noch darum, ein allerletztes Mal spielen zu dürfen, um das Lied nochmal zu hören. Janice singt es, wobei es anfängt, kleine, blaue, funkelnde Sterne vom Himmel zu regnen. Layton und Luke kommen zum Schluss, dass das Königreich selbst nie unsterblich war, sondern nur in einen ewigen Schlaf fiel. Luke sagt, er glaube, dass Melina eine Wiedergeburt der Königin Ambrosias war.
Wieder in der Gegenwart, drei Jahre später, kommt Janice vorbei, um den Professor und Luke zu einer Verabredung abzuholen, während auf dem Plattenspieler das Lied endet.

## Synchronisation
| Rolle                                    | japanischer Sprecher (Seiyū) | deutscher Sprecher    |
| ---------------------------------------- | ---------------------------- | --------------------- |
| Professor Hershel Layton                 | Yō Ōizumi                    | Mario Hassert         |
| Luke Triton                              | Maki Horikita                | Sophia Längert        |
| Janice Quatlane                          | Nana Mizuki                  | Kristina von Weltzien |
| Dr. Schröder (jap.) / Dr. Schrader (dt.) | Rokurō Naya                  | Jürgen Neumann        |
| Aroma (jap.) / Flora Reinhold (dt.)      | Mamiko Noto                  | Marianne Graffam      |
| Inspektor Chelmey                        | Shirō Saitō                  | Jürgen Wolters        |
| Oswald Whistler                          | Iemasa Kayumi                | Jan Spitzer           |
| Jean Descole                             | Atsurō Watabe                | Stefan Gossler        |
| Emmy Altava                              | Saki Aibu                    | Linn MacKenzie        |
| Marco Brock                              | Kenta Miyake                 | Frank Ciazynski       |
| Pierre Starbuck                          | Kōichi Yamadera              | Rainer Doering        |
| Miseria (jap.) / Celia Raidley (dt.)     | Kikuko Inoue                 | Claudia Gáldy         |
| Nina                                     | Sumire Morohoshi             | Katie Pfleghar        |
| Clamp Grosky                             | Hōchū Ōtsuka                 | Gerald Paradies       |
| Amelia Ruth                              | Megumi Toyoguchi             | Shalin-Tanita Rogall  |
| Curtis O’Donnell                         | Shōzō Iizuka                 | Axel Lutter           |

Das (japanische) Abspannlied Eien no Utahime 永遠の歌姫 wurde von Nana Mizuki (水樹奈々) gesungen.

## Rezeption
In Japan landete der Film in seiner Eröffnungswoche auf Platz 6 der Einspielergebnisse. Insgesamt spielte der Film bis Ende 2010 etwa 589 Millionen Yen ein.

„Dass Videospielverfilmungen oftmals zweifelhafte Denkmäler an die Qualität der Spiele sind, zeigt aktuell Jerry Bruckheimers Blockbuster Prince of Persia – The Sands of Time […]. Über das nötige Herz scheint eine ganz andere Form der Filmumsetzung zu verfügen: Professor Layton and the Eternal Diva, das auf den liebevollen Stil der DS-Spiele zurückgreift.“

„Gelungener Spaß für Fans der Rätsel-Reihe“

„Der Film ist nach wirrem Anfang mitunter flott und bunt, aber die naiv-fantastische Story bleibt Trash.“

„Ein überladener Mix aus simpler 2D-Grafik und digitalen CGI, formal und inhaltlich bescheidenes Mittelmaß.“